# Aristolochia clavidenia
Aristolochia clavidenia là một loài thực vật có hoa trong họ Aristolochiaceae. Loài này được Griseb. mô tả khoa học đầu tiên năm 1866.